# Белая Каменка (село)
Белая Каменка (укр. Біла Кам'янка) — село на Украине, в составе Бойковской сельской громады Кальмиусского района Донецкой области. Фактически населённый пункт контролируется самопровозглашённой Донецкой Народной Республикой (см. Вооружённый конфликт на юго-востоке Украины).

## География
Расстояние до Бойковского — 24 км по автодороге. К западу от села проходила линия разграничения сил в Донбассе (см. Второе минское соглашение).

## История
С конца 1934 года село в составе Остгеймского района, который в 1935 переименован в Тельмановский. В 2016 году в рамках декоммунизации последний переименован в Бойковский район. При административной реформе 2020 года вошел в состав Кальмиусского района.

## Население
Население по переписи 2001 года составляло 84 человека.

## Общая информация
Адрес местного совета: 87111, Донецкая область, Тельмановский р-н, с. Староласпа, ул. Ленина, 46
Код КОАТУУ — 1424887102. Почтовый индекс — 87112. Телефонный код — 6279.